# Lady Margaret Hall

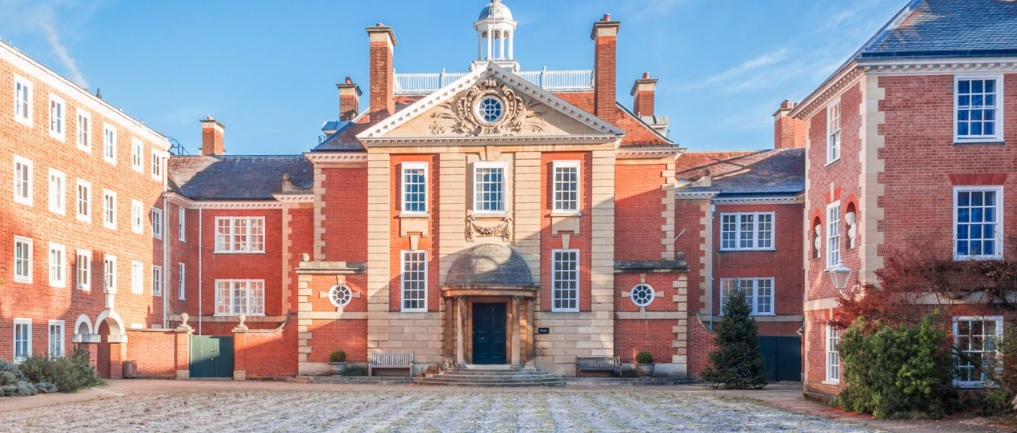
Talbot Hall der Lady Margaret Hall

Lady Margaret Hall (LMH) ist eines der 38 Colleges der Universität von Oxford, das nach Lady Margaret Beaufort (1443–1509), der Mutter von König Henry VII., benannt wurde und am Ende von Norham Gardens in Nord-Oxford gelegen ist.

## Geschichte
Lady Margaret Hall wurde 1878 als erstes Frauen-College von Edward Stuart Talbot und seiner Frau Lavinia gegründet, nachdem die Oxforder Universitätsstatuten seit 1875 auch die Prüfungsabnahme für Frauen zuließen. 1879 wurden dann die ersten neun Studentinnen aufgenommen. Die erste Rektorin war Elizabeth Wordsworth, die Tochter des Bischofs von Lincoln, Christopher Wordsworth, und Großnichte des britischen Dichters William Wordsworth. Nach der Aufhebung der strikten Geschlechtertrennung an den Oxforder Colleges Mitte der 1970er Jahre, die jeweils nur Männer oder Frauen zum Studium zuließen, dürfen sich seit 1979 auch männliche Studenten beim LMH einschreiben. Im Jahr 2006 verfügte das College über eine geschätzte Finanzausstattung von 34 Mio. £.

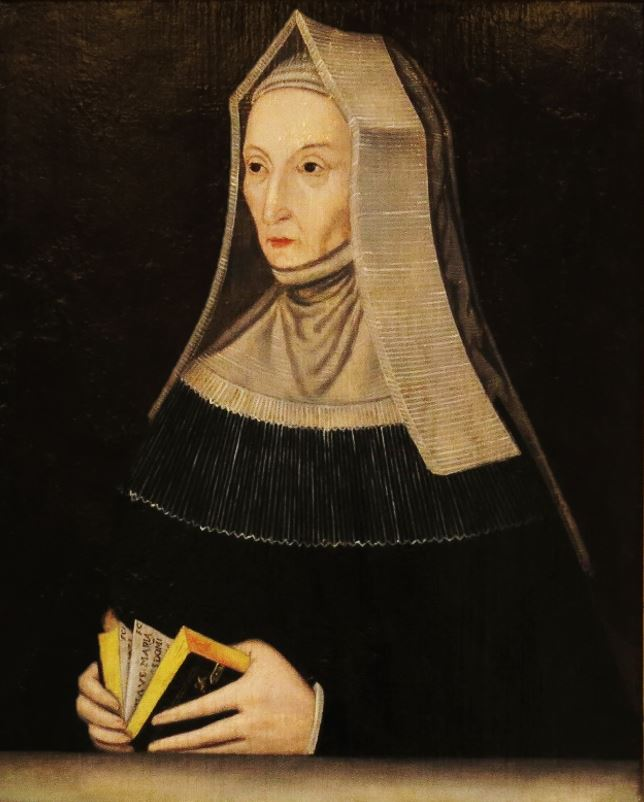
Porträt von Lady Margaret Beaufort in der Dining Hall der Lady Margaret Hall, Oxford

## Bekannte Absolventen
- Gertrude Bell (1868–1926), Reiseschriftstellerin und Historikerin
- Vera Chapman (1898–1996), britische Autorin
- Michael Gove (* 1967), britischer Politiker
- Eglantyne Jebb (1876–1928), Kinderrechts-Aktivistin und Gründerin der Organisation Save the Children
- Evelyn Jamison (1877–1972), britische Mittelalterhistorikerin
- Antonia Fraser (* 1932), Historikerin und Bestseller-Autorin
- Pauline Neville-Jones (* 1939), britische Diplomatin, Managerin und Politikerin
- Susan Hockey (* 1946), Computerlinguistin und Hochschullehrerin
- Marina Warner (* 1946), Literaturwissenschaftlerin und Schriftstellerin
- Nigella Lawson (* 1960), britische Fernsehköchin und Buchautorin
- Diana Quick (* 1946), britische Schauspielerin
- Sarah Hogg, Viscountess Hailsham (* 1946), britische Politikerin, Journalistin und Managerin
- Samuel West (* 1966), Schauspieler und Regisseur
- Benazir Bhutto (1953–2007), Premierministerin von Pakistan
- Malala Yousafzai (* 1997), pakistanische Bloggerin und Kinderrechtsaktivistin